# Lew Spiridonow
Lew Nikołajewicz Spiridonow (ros. Лев Николаевич Спиридонов, ur. 1931, zm. 11 marca 2009 w Moskwie) – radziecki działacz partyjny i dziennikarz.
W 1955 ukończył studia na Moskiewskim Uniwersytecie Państwowym im. Łomonosowa, został kandydatem nauk filozoficznych, od 1955 był funkcjonariuszem komsomołu. Od 1956 był członkiem KPZR, w latach 1960-1965 pracował w dyplomacji. Od 1971 do 1972 był instruktorem Wydziału Propagandy KC KPZR, w latach 1972-1983 redaktorem gazety "Moskowskaja Prawda". W latach 1983–1985 był kierownikiem sektora Wydziału Propagandy KC KPZR, w latach 1985-1986 sekretarzem Moskiewskiego Komitetu Miejskiego KPZR, w latach 1986-1990 zastępcą redaktora naczelnego gazety "Prawda", w latach 1990-1991 dyrektorem generalnym agencji TASS przy Radzie Ministrów ZSRR. Od 6 marca 1986 do 2 lipca 1990 był zastępcą członka KC KPZR.